# Línea 410 (Buenos Aires)
La línea 410 es una línea de colectivos de la Provincia de Buenos Aires. Une Villa Lynch con Moreno y Luján, es operada por Transportes Atlántida S.A.C, que forma parte del Grupo DOTA.

## Ramales de la línea
Comunes:
- Gral. Paz - Cruce Castelar - Moreno (x Roca)
- Moreno - Luján (x Ruta 7)
- Lujan - Cruce Castelar (x Ruta 7)

Expresos:
- Gral. Paz - Moreno
- Gral. Paz - Cruce Castelar

## Flota
- Todos tienen aire acondicionado y todos tienen chasis Agrale.

| Interno: | Patente: | Año: | Carrocería:         | Chasis:       |
| -------- | -------- | ---- | ------------------- | ------------- |
| 6801     | AG050ET  | 2023 | Todobus Retiro      | MT17.0LE Plus |
| 6802     | AF672CS  | 2022 | Todobus Retiro      | MT15.0LE Plus |
| 6803     | AF672CU  | 2022 | Todobus Retiro      | MT15.0LE Plus |
| 6804     | AF672CV  | 2022 | Todobus Retiro      | MT15.0LE Plus |
| 6805     | AG146AI  | 2023 | Todobus Retiro      | MT17.0LE Plus |
| 6806     | AG050ES  | 2023 | Todobus Retiro      | MT17.0LE Plus |
| 6807     | AF951RF  | 2023 | Todobus Retiro      | MT17.0LE Plus |
| 6808     | AE094KC  | 2020 | Todobus Pompeya III | MT17.0LE      |
| 6809     | AG146AG  | 2023 | Todobus Retiro      | MT17.0LE Plus |
| 6810     | AF756PI  | 2023 | Todobus Retiro      | MT17.0LE Plus |
| 6811     | AE112HP  | 2020 | Todobus Pompeya III | MT17.0LE      |
| 6812     | AF951RE  | 2023 | Todobus Retiro      | MT17.0LE Plus |
| 6813     | AG202SS  | 2023 | Todobus Retiro      | MT17.0LE Plus |
| 6814     | AG050EU  | 2023 | Todobus Retiro      | MT17.0LE Plus |
| 6815     | AE112HT  | 2020 | Todobus Pompeya III | MT17.0LE      |
| 6816     | AE112HN  | 2020 | Todobus Pompeya III | MT17.0LE      |
| 6817     | AF756PC  | 2023 | Todobus Retiro      | MT17.0LE Plus |
| 6818     | AF951RX  | 2023 | Todobus Retiro      | MT17.0LE Plus |
| 6819     | AF756PD  | 2023 | Todobus Retiro      | MT17.0LE Plus |
| 6820     | AF756PG  | 2023 | Todobus Retiro      | MT17.0LE Plus |
| 6821     | AE112HR  | 2020 | Todobus Pompeya III | MT17.0LE      |
| 6822     | AE112HS  | 2020 | Todobus Pompeya III | MT17.0LE      |
| 6823     | AF951RY  | 2023 | Todobus Retiro      | MT17.0LE Plus |
| 6824     | AG146AH  | 2023 | Todobus Retiro      | MT17.0LE Plus |
| 6825     | AF951RD  | 2023 | Todobus Retiro      | MT17.0LE Plus |
| 6826     | AF756PB  | 2023 | Todobus Retiro      | MT17.0LE Plus |
| 6827     | AG202ST  | 2023 | Todobus Retiro      | MT17.0LE Plus |
| 6828     | AG232XY  | 2023 | Todobus Retiro      | MT17.0LE Plus |
| 6829     | AG050EQ  | 2023 | Todobus Retiro      | MT17.0LE Plus |
| 6830     | AG232YB  | 2023 | Todobus Retiro      | MT17.0LE Plus |
| 6831     | AG232YA  | 2023 | Todobus Retiro      | MT17.0LE Plus |
| 6832     | AG050EV  | 2023 | Todobus Retiro      | MT17.0LE Plus |
| 6833     | AG232XZ  | 2023 | Todobus Retiro      | MT17.0LE Plus |
| 6834     | AD333SZ  | 2019 | Todobus Pompeya III | MT17.0LE      |
| 6841     | AE094KG  | 2020 | Todobus Pompeya III | MT17.0LE      |
| 6842     | AD333SY  | 2019 | Todobus Pompeya III | MT17.0LE      |
| 6843     | AF266JZ  | 2022 | Saldivia Aries 325  | MA15.0SB      |
| 6844     | AG336WA  | 2023 | Todobus Retiro      | MT17.0LE Plus |
| 6845     | AF293TK  | 2022 | Saldivia Aries 325  | MA15.0SB      |
| 6846     | AD333SP  | 2019 | Todobus Pompeya III | MT17.0LE      |
| 6847     | AD631PD  | 2019 | Todobus Pompeya III | MT17.0LE      |
| 6848     | AE112HQ  | 2020 | Todobus Pompeya III | MT17.0LE      |
| 6849     | AD333SM  | 2019 | Todobus Pompeya III | MT17.0LE      |
| 6850     | AF756PE  | 2023 | Todobus Retiro      | MT17.0LE Plus |
| 6851     | AG336WC  | 2023 | Todobus Retiro      | MT17.0LE Plus |
| 6852     | AF756PH  | 2023 | Todobus Retiro      | MT17.0LE Plus |
| 6853     | AD584QH  | 2019 | Todobus Pompeya III | MT17.0LE      |
| 6854     | AD333SU  | 2019 | Todobus Pompeya III | MT17.0LE      |
| 6855     | AF322NP  | 2022 | Saldivia Aries 325  | MA15.0SB      |
| 6856     | AF266JY  | 2022 | Saldivia Aries 325  | MA15.0SB      |
| 6857     | AF756PF  | 2023 | Todobus Retiro      | MT17.0LE Plus |
| 6858     | AF672CT  | 2022 | Todobus Retiro      | MT15.0LE Plus |
| 6859     | AG050ER  | 2023 | Todobus Retiro      | MT17.0LE Plus |
| 6860     | AD333SR  | 2019 | Todobus Pompeya III | MT17.0LE      |
| 6861     | AG050EP  | 2023 | Todobus Retiro      | MT17.0LE Plus |
| 6862     | AD333SQ  | 2019 | Todobus Pompeya III | MT17.0LE      |

## Comunidad de Usuarios y Guía del 57
Dada la cantidad de ramales con diversos horarios y recorridos, surgieron varias comunidades de pasajeros. La página de Facebook Usuarios de la línea 57 Atlántida, y el Grupo de Usuarios Línea 57 Atlántida. En un trabajo comunitario entre los usuarios y Los Mapas de Ale, surgió una guía, denominada Guía completa de la línea 57, todos los ramales sus horarios y recorridos en un solo lugar, que incluye una extensa recopilación de horarios y recorridos de cada uno de los ramales.